# /dev/null
A /dev/null vagy null eszköz egy speciális fájl a Unix-szerű operációs rendszerekben, amely minden beleírt adatot elvet, miközben az írási művelet sikeres. Az eszközből való olvasás nem ad vissza semmilyen adatot, eredménye azonnali EOF, azaz fájl vége. Felfogható adatnyelő eszközként.

## Használat
A null eszközt tipikusan folyamatok kimeneti stream-jeinek eltüntetésére használják, vagy az üres bemenet biztosítására, általában átirányítás segítségével (kimenet átirányítása a null eszközre, vagy a null eszköz átirányításra a standard bemenetre).
Ez az elv hasonlít a CP/M, DOS és Windows rendszerekben a NUL: vagy NUL eszköz működésére, vagy a Windows NT \Device\Null eszközére. Hasonló eszközök a NIL: a klasszikus Amiga operációs rendszerekben, és a NL: az OpenVMS-ben.

## Lásd még
- Null
- /dev/zero
- /dev/random
- /dev/full
- /dev